# Rituals (Neon)
| Recensione | Giudizio |
| ---------- | -------- |
| Ondarock   |          |

Rituals è il primo e unico album in studio del gruppo musicale new wave fiorentino Neon, pubblicato nell'autunno 1985.

## Il disco
Siamo negli anni ottanta e la scena fiorentina è dominata da nuove band new wave emergenti, i cui tre principali esponenti sono i Neon, i Litfiba e i Diaframma. Gli ultimi due avevano già pubblicato rispettivamente Desaparecido (1985) e Siberia (1984) mentre i Neon, che godevano di ampia fama, avevano alle spalle soltanto alcuni EP e singoli. Arriva quindi il momento di pubblicare Rituals, che, oltre a 5 tracce inedite, presenta nuove versioni di tre brani pubblicati nei due anni precedenti, ovvero My Blues is You, Dark Age e Last Chance.
Il disco è un misto fra darkwave e synthpop, sound che ha sempre caratterizzato il gruppo fiorentino.
Dopo quest'esperienza i Neon non registreranno più LP, ma solo alcuni EP, finché nel 1990 decideranno di interrompere definitivamente il loro percorso discografico, pur rimanendo in attività.

## Tracce
Tutte le tracce dei Neon eccetto dove indicato.

### LP 1985 - LP 2010
Lato A
1. Runnin' – 5:20
2. Last Chance (Nuova Versione) – 4:58
3. Isolation – 5:51
4. The Same Ritual – 4:42

Lato B
1. Dark Age (Nuova Versione) – 6:23
2. Harry – 4:48
3. Burning of the Midnight Lamp – 3:35 (Jimi Hendrix)
4. My Blues is You (Nuova Versione) – 5:28

### CD 2009
1. Runnin' – 5:20
2. Last Chance (Nuova Versione) – 4:58
3. Isolation – 5:51
4. The Same Ritual – 4:42
5. Dark Age (Nuova Versione) – 6:23
6. Harry – 4:48
7. Burning of the Midnight Lamp – 3:35 (Jimi Hendrix)
8. My Blues is You (Nuova Versione) – 5:28
9. Last Chance (Versione 1984) – 5:07
10. Dark Age (Versione 1984) – 6:30
11. My Blues is You (Versione 1983) – 6:05

## Formazione
- Marcello Michelotti - programmatore, voce, synth bass
- Ranieri Cerelli - chitarra
- Roberto Federighi - batteria, percussioni
- Piero Balleggi - tastiere